# Entrelacement (image matricielle)

Illustration de l'algorithme Adam7 utilisé dans le format PNG, sur une image 16 × 16 pixels.

Pour les articles homonymes, voir Entrelacement.
L'entrelacement ou affichage progressif est une méthode d'encodage pour les images matricielles dans laquelle les images, lorsqu'elles sont transmises sur un réseau, sont affichées dès le début de la transmission sur l'intégralité de leur surface, dans une version dégradée qui se précise à mesure que les données arrivent. Par comparaison, les images encodées avec la méthode standard sont affichées dans leur qualité originale dès le début de la transmission, mais seulement sur une partie de leur surface, le reste étant vide et affiché par la suite à mesure que les données arrivent (du haut vers le bas).
Cette méthode d'encodage est plus particulièrement indiquée pour les images destinées à être affichées dans des pages web. Elle trouve son utilité lorsque la connexion est lente et ne permet pas d'afficher l'image instantanément : en effet, d'un point de vue esthétique, et pour que l'internaute puisse décider s'il souhaite ou non continuer le téléchargement d'une image, il est préférable qu'il puisse l'appréhender dans son ensemble, même si c'est de manière imprécise, plutôt que de manière précise mais seulement sur certaines parties.
L'entrelacement est supporté par plusieurs formats :
- GIF, en 4 passes, selon un schéma unidimensionnel (c'est-à-dire par ligne uniquement) : d'abord les lignes 0, 8, 16…, puis 4, 12…, puis 2, 6, 10, 14…, puis 1, 3, 5, 7, 9… ;
- PNG avec l'algorithme Adam7, en 7 passes, selon un schéma bidimensionnel (c'est-à-dire par ligne et par colonne) ;
- JPEG et JPEG 2000 ;
- PGF.

L'inconvénient de l'entrelacement est qu'il ne permet pas de compresser l'image de manière aussi efficace qu'avec la méthode standard, et les fichiers qui en résultent sont donc plus volumineux pour une qualité identique.